# Moja rodzina (film 1995)
Moja rodzina (ang. My Family / hiszp. Mi Familia) – amerykański film obyczajowy z 1995 roku.
W 2024 roku został wprowadzony do Narodowego Rejestru Filmowego Stanów Zjednoczonych jako film „znaczący kulturowo, historycznie bądź estetycznie”.

## Główne role
- Jennifer Lopez – Maria Sanchez
- Edward James Olmos – Paco
- Rafael Cortés – Roberto
- Jimmy Smits – Jimmy Sanchez
- Esai Morales – Chucho
- Eduardo López Rojas – Jose Sanchez (1950–80)
- Jenny Gago – Maria Sanchez (1950–80)
- Enrique Castillo – Memo Sanchez

i inni

## Fabuła
Saga przedstawiająca rodzinę Sanchezów w ciągu 70 lat. Lata 20. 18-letni Jose Sanchez postanawia odnaleźć wuja Ela, który mieszka w Los Angeles. Dopiero w trakcie drogi odkrywa, że miasto znajduje się w USA. Po wielu przygodach udaje mu się go odnaleźć. W Los Angeles poznaje Marię, która pracuje w tym domu jako opiekunka do dzieci.